# Chengdu J-20
Chengdu J-20 (chinês tradicional: 殲-20, chinês simplificado: 歼-20), apelidado de "Poderoso Dragão", é um caça furtivo de quinta geração, bimotor e desenvolvido pela Chengdu Aerospace Corporation para a Força Aérea do Exército de Libertação Popular. O J-20 fez seu primeiro voo em 11 de janeiro de 2011 e se tornou operacional em 2017, ele pode percorrer até Mach 2, devido no investimento de seu motor, e suporta mais misseis que o Sukhoi Su-57.
O J-20 é o terceiro caça furtivo de quinta geração do mundo a entrar em produção em massa após o F-22 e o F-35. É também o primeiro caça furtivo de quinta geração do mundo com uma versão de dois lugares.

## Desenvolvimento
O J-20 surgiu do programa J-XX do final da década de 1990. Em 2008, a PLAAF endossou a proposta da Chengdu Aerospace Corporation, Projeto 718; A aeronave proposta por Shenyang era maior do que o J-20. Chengdu havia usado anteriormente a configuração de canard duplo no J-9, seu primeiro projeto e cancelado na década de 1970, e no J-10.
Em 2009, um oficial sénior da PLAAF revelou que o primeiro voo era esperado para 2010-11, com data de entrada no serviço em 2019. Em 22 de dezembro de 2010, o primeiro protótipo J-20 passou por testes no Instituto de Design de Chengdu. Três meses depois, o primeiro protótipo J-20 fez seu vôo inaugural em Chengdu.

## Variantes

### J-20A
J-20A é a primeira variante de produção da plataforma J-20. Os testes de voo começaram com protótipos no final de 2010, com voo inaugural em 2011. A variante entrou em produção em série em outubro de 2017. O J-20A foi incorporado em unidades de treinamento da Força Aérea do Exército de Libertação popular em março de 2017 e unidades de combate em fevereiro 2018.

### J-20B
Variante J-20 aprimorada com motores de controle de vetorização de empuxo (TVC).  A variante entrou em produção em 8 de julho de 2020. O primeiro lote recebeu motores Shenyang WS-10B-3 TVC,  enquanto o motor pretendido é o WS-15 com capacidade de vetorização de empuxo e supercruzeiro. 

### J-20S
A variante de dois assentos do J-20, denominada J-20S, J-20AS ou J-20B por analistas,  é uma versão do J-20 em desenvolvimento.  O J-20S foi visto pela primeira vez em outubro de 2021, taxiando dentro de uma instalação da Chengdu Aircraft Corporation em tinta de primer amarelo e composto não tratado,  tornando-o o primeiro caça furtivo de dois lugares do mundo.

## Especificações (J-20A)
Características gerais
- Tripulação: um piloto
- Comprimento: 21,2 m (69 pés 7 pol.)
- Envergadura: 13,01 m (42 pés 8 pol.)
- Altura: 4,69 m (15 pés 5 pol.)
- Área da asa: 73 m 2 (790 pés quadrados)
- Peso vazio: 17.000 kg (37.479 lb)
- Peso bruto: 25.000 kg (55.116 lb)
- Peso máximo de decolagem: 37.000 kg (81.571 lb)
- Capacidade de combustível: 12.000 kg (26.000 lb) internamente
- Powerplant: 2 × Shenyang WS-10C  turbofan de pós-combustão, 142–147 kN (32.000–33.000 lbf) com pós-combustor

Atuação
- Velocidade máxima: Mach 2.0
- Alcance: 5.500 km (3.400 mi, 3.000 milhas náuticas) com 2 tanques de combustível externos
- Faixa de combate: 2.000 km (1.200 mi, 1.100 milhas náuticas)
- Teto de serviço: 20.000 m (66.000 pés)
- limites g: +9/-3
- Taxa de subida: 304   m/s (59.800 pés/min)
- Carga da asa: 340 kg/m 2 (69 lb/pés quadrados)

Armamento
- Capacidade máxima da armas: 11.000 kg (24.000 lb)
- Baías de armas internas
  - PL-10 AAM de curto alcance
  - PL-12 AAM de alcance médio
  - PL-15 AAM de longo alcance
  - PL-21 AAM de Alcance Muito Longo (implementação futura)
  - LS-6 /50 kg e LS-6/100 kg Bomba guiada com precisão de pequeno diâmetro (pretendida)
  - Míssil anti-radiação
- Hardpoints externos
  - 4 × pilão sob as asas capaz de transportar tanques de queda .

Aviônicos
- Radar de matriz de varredura eletrônica ativa tipo 1475 (KLJ-5)
- Sistema de mira eletro-óptica EOTS-86 (EOTS)
- Pesquisa e rastreamento por infravermelho EORD-31